# Йосип Кириленко
Йосип Кириленко (*д/н —після 1710) — український політичний та військовий діяч, кошовий отаман Війська Запорозького.

## Життєпис
Про місце і дату народження немає відомостей. На момент знищення у 1709 році Запорозької Січі російськими військами був полковником. Наприкінці 1709 або у січні 1710 році обирається кошовим отаманом. Із самого початку каденції вів перемовини з гетьманом Іваном Скоропадським. Водночас підтримував листування з Костем Гордієнком і Пилипом Орликом. При цьому намагався активно відновити військову потугу запорожців.
Спочатку гетьман Скоропадський звернувся до кошового Кириленка з універсалом, яким докоряв січовикам за те, що вони служать бусурманам і підтримують контакти з гетьманом Орликом, який іще з часів Івана Мазепи запродався шведам.
У цьому листі від 2 червня 1710 року кошовий дорікав Скоропадському, що той використовує титул Війська Запорізького, якого вже, власне, не існує; рішуче протестував проти того, щоб називати Мазепу проклятим і боговідступним, прямо звинувачував Москву в тому, що вона налаштована до козацтва й України вороже і зрадила присязі про непорушність прав і вольностей козацьких. У наступних листах Кириленко й січовики обурювалися діями полковника Гната Галагана, його зрадництвом під час нищення Чортомлицької Січі.
За цим листування Кириленко активно готувався до майбутнього походу Орлика проти російських військ на Правобережну Україну. Втім у литопаді або грудні 1710 року його змінив на посаді кошового Кость Гордієнко. Про подальшу долю Йосипа Кириленко нічого невідомо.